# Rosenmontag (1955)
Rosenmontag ist ein 1955 entstandenes deutsches Farbfilmdrama aus dem wilhelminischen Offiziersmilieu von und mit Willy Birgel. In weiteren Hauptrollen sind Ruth Niehaus und Dietmar Schönherr zu sehen. Der Geschichte liegt das gleichnamige Bühnenstück von Otto Erich Hartleben zugrunde.

## Handlung
In einer deutschen Kleinstadt kurz vor Ausbruch des Ersten Weltkriegs. Der junge Leutnant Rudloff hat sich mit Ingeborg Wagner verlobt, der extrovertierten, brünetten Tochter des angesehenen Kommerzienrats Wagner. Als er das bildhübsche Blumenmädchen Anna Krüger kennenlernt, die aus einfachen Kreisen stammende Tochter des alten Bahnwärters Heinrich Krüger, ist es um ihn geschehen. Blitzartig verliebt sich Leutnant Rudloff in die bescheidene, introvertierte junge Frau und löst damit einen Skandal aus. Man setzt den jungen Offizier unter Druck, macht ihm klar, dass er seine Karriere und sein gesellschaftliches Ansehen gefährde, sollte er an dieser angeblichen Mesalliance festhalten. Auch als Rudloff seinen Dienst an der Waffe quittiert, um Anna zu heiraten, hören die Intrigen und Bösartigkeiten der Menschen um ihn herum gegen ihn und seine große Liebe nicht auf.
Der Gesellschaftsklatsch und die allgegenwärtige Missgunst beginnen im Lauf der Zeit seine Liebe und sein Vertrauen in Anna allmählich zu unterminieren. Eine ihr unterstellte Untreue weckt in Hans erste Zweifel, auch wenn sich diese Behauptung schließlich als unwahr und als eine weitere Intrige erweisen soll. Nach seiner Rückkehr aus der Zwangsversetzung trifft Leutnant Rudloff wieder in seiner Heimatstadt ein und muss am Rosenmontag feststellen, dass sich Anna im allgemeinen Karnevalstrubel munter vergnügt. Rudloff macht ihr eine Szene, denn er fühlt sich in seiner Ehre verletzt. Als ultimativen Akt des Beweises ihrer Treue ist Anna bereit, sich umzubringen. Im letzten Moment erkennt der schmucke Jungoffizier seinen Irrtum und seine Liebste für sein mangelndes Vertrauen um Verzeihung. Beide jungen Leute können nun eine gemeinsame Zukunft beginnen.

## Produktionsnotizen
Rosenmontag, Birgels einzige Filmregie, entstand Mitte 1955. Gedreht wurde in Wiesbaden (Atelieraufnahmen) sowie in Baden-Baden, Rastatt, Wiesbaden und Umgebung (Außenaufnahmen). Die Uraufführung fand am 6. Oktober 1955 im Kölner UFA-Palast statt, die Berliner Premiere war am 14. Oktober 1955.
Alfred Kirschner hatte die Herstellungsleitung, Werner Fischer übernahm die Produktionsleitung. Fritz Maurischat und Theo Zwierski gestalteten die Filmbauten, Vera Otto die Kostüme.

## Wissenswertes
Dieselbe Geschichte wurde bereits 1924 unter ebendiesem Titel von Rudolf Meinert und erneut 1930, ebenfalls als Rosenmontag, von Hans Steinhoff verfilmt. Im Gegensatz zum Vorgängerfilm besitzt Birgels Inszenierung von 1955 ein Happy End. Dietmar Schönherr wird im Vorspann als "Dieter Schönherr" angekündigt.
Elma Karlowa wird hier noch synchronisiert.

## Kritik
Im Filmdienst heißt es: „Fader Unterhaltungsfilm im Stil der 50er Jahre, gelegentlich unfreiwillig komisch.“